# Encyclia patens
Encyclia patens là một loài lan trong chi Encyclia. Số nhiễm sắc thể lưỡng bội của E. patens là 2n = 40.

## Hình ảnh

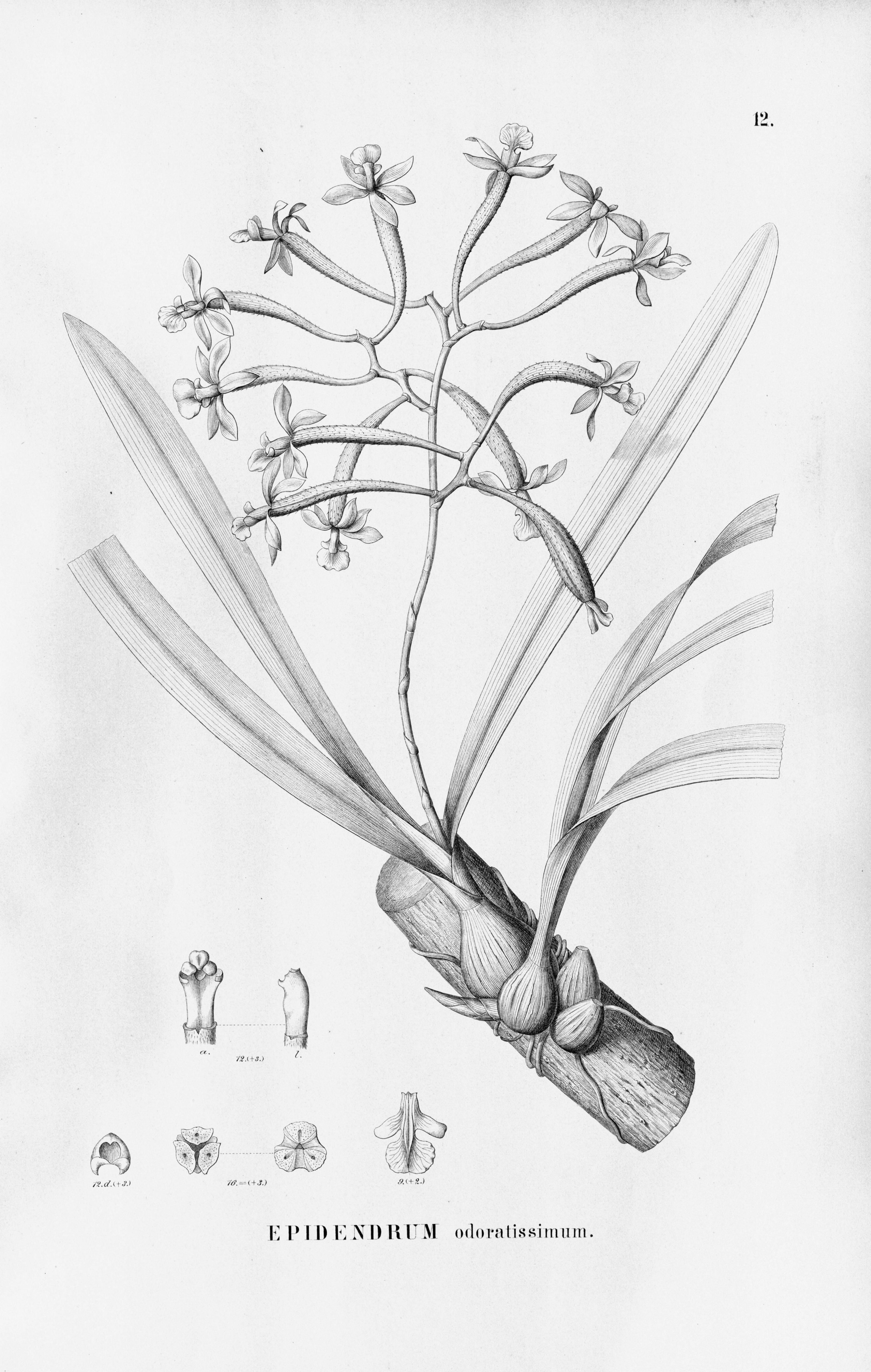
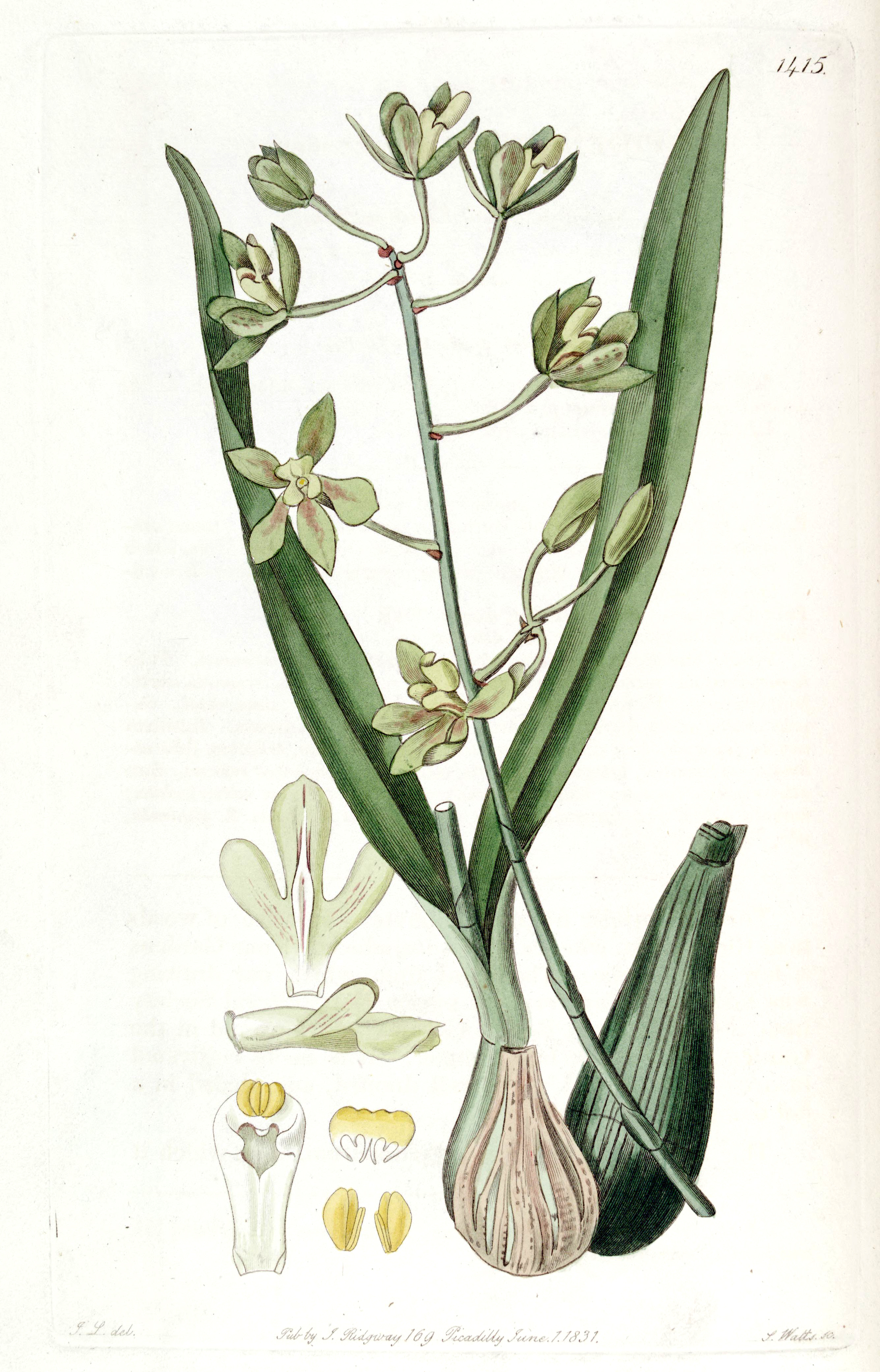

## Footnotes and Liên kết ngoài
1. ↑  page 251 of Leonardo P. Felix and Marcelo Guerra: "Variation in chromosome number and the basic number of subfamily Epidendroideae (Orchidaceae)" Botanical Journal of the Linnean Society 163(2010)234-278. The Linnean Society of London. downloaded October 2010 from http://onlinelibrary.wiley.com/doi/10.1111/j.1095-8339.2010.01059.x/pdf